# اودهام سينغ نجر
اودهام سينغ نجر رمزها «US» (بالإنجليزية: Udham  Singh  Nagar)‏ ، هو تقسيم إداري لدولة الهند تتبع ولاية أوتاراخند (بالإنجليزية: Uttarakhand)‏ ، مركزها هو مدينة رودرابور (بالإنجليزية: Rudrapur)‏ عدد سكانها حسب تعداد سنة 2001 هو 1,234,548 ، مساحتها 2,912 كم² وكثافة السكان 424 لكل كم² .